# フロリス・フェルスター
フロリス・フェルスター（Floris Hendrik Verster、1861年6月9日 – 1927年1月21日）はオランダの画家である。印象派のスタイルの静物画や風景画を描いた。

## 略歴
ライデンで生まれた。父親のAbraham Florentius Verster van Wulverhorstは鳥類学者で、ライデンの国立自然史博物館(Rijksmuseum van Natuurlijke Historie)で働いていて、鳥の博物画家としても有名であった。12歳からライデン在住の画家、ボス(Gerardus Johannes Bos: 1825-1898)から絵画、版画を学び、1880年から1884年の間はデン・ハーグの美術学校(Ars Aemula Naturae)で学び、ヘオルヘ・ヘンドリック・ブレイトネルやイサーク・イスラエルス、ウィレム・デ・ズワルトといった後に有名になる画家たちと知り合った。ハーグの美術学校を卒業した後、ブリュッセルのAmédée Bourson(1833–1905) のもとでも修行した。
1882年から静物画家のオネス(Menso Kamerlingh Onnes (Brussel, 25 februari 1860 - Oegstgeest, 29 juni 1925) と共同で、ハーグにスタジオを開き、1892年にオネスの姉(妹)と結婚した 。1885年頃まで、「ハーグ派」のスタイルの風景画を描いていたが、オネスやフランスの同時代の静物画家、アントワーヌ・ヴォロンやオーギュスタン・テオデュール・リボーの影響を受けて静物画を描くようになり、ハーグ派のスタイルから離れたとされる。
ベルギーの官立サロンの運営に反対する前衛画家のグループの展覧会「20人展」に参加し、ブリュッセルで知り合ったヤン・トーロップや20人展のメンバーから影響を受け、鮮烈な色使いや粗いタッチの静物画を描くようになり、その後、スタイルを変えて、より穏やかなスタイルに変わった。
引退、隠棲し、妻が亡くなった後の1927年1月21日に、自宅近くの池で死体が発見されたが、何が起こったのか明らかではない。

## 作品

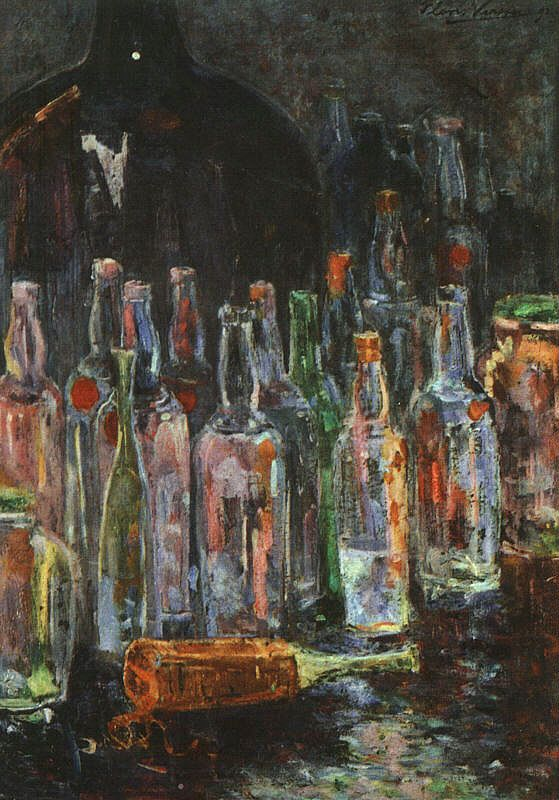
瓶のある静物画 (1892)
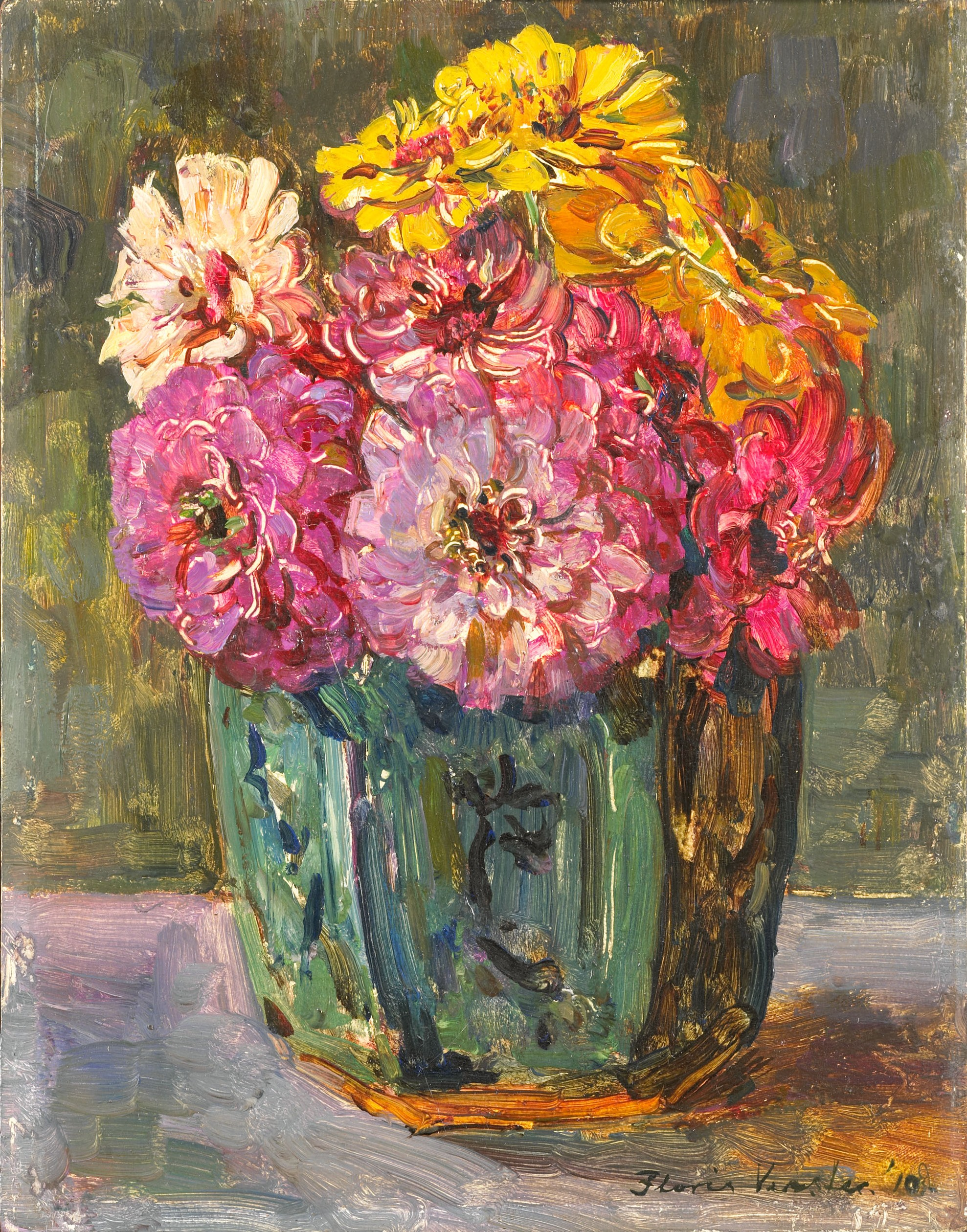
ジンジャーポットに生けた百日草 (1910)
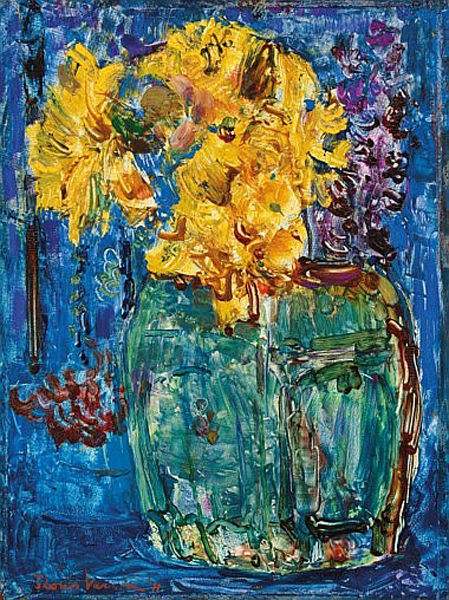
ジンジャーポットの水仙 (1911)
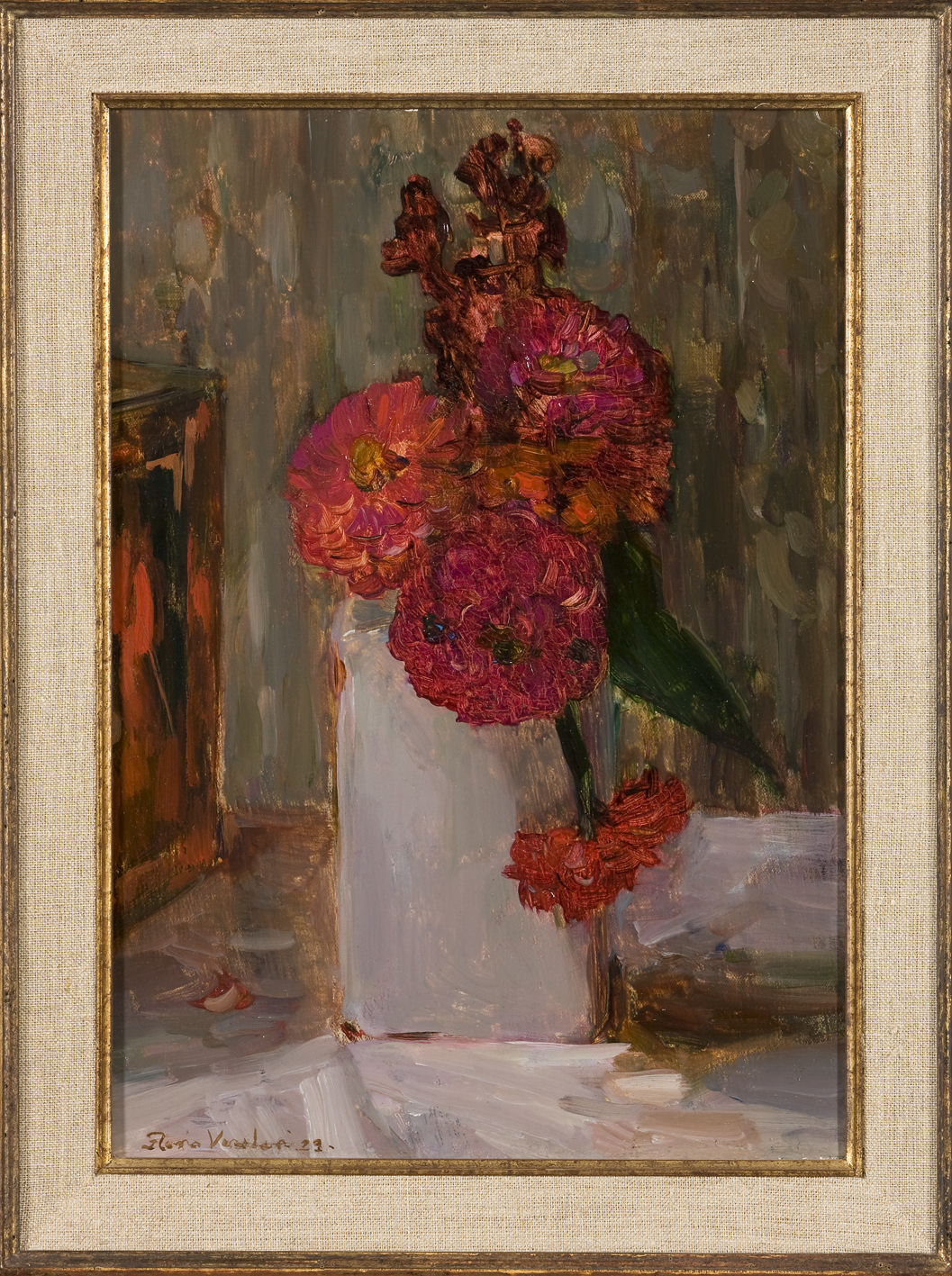
百日草と白いデルフト花瓶 (1923)

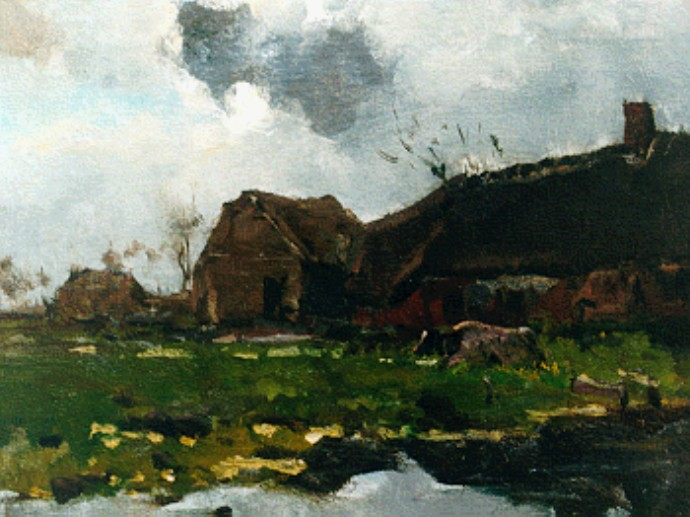
風景画 (1885)
牡丹のある静物(1889)
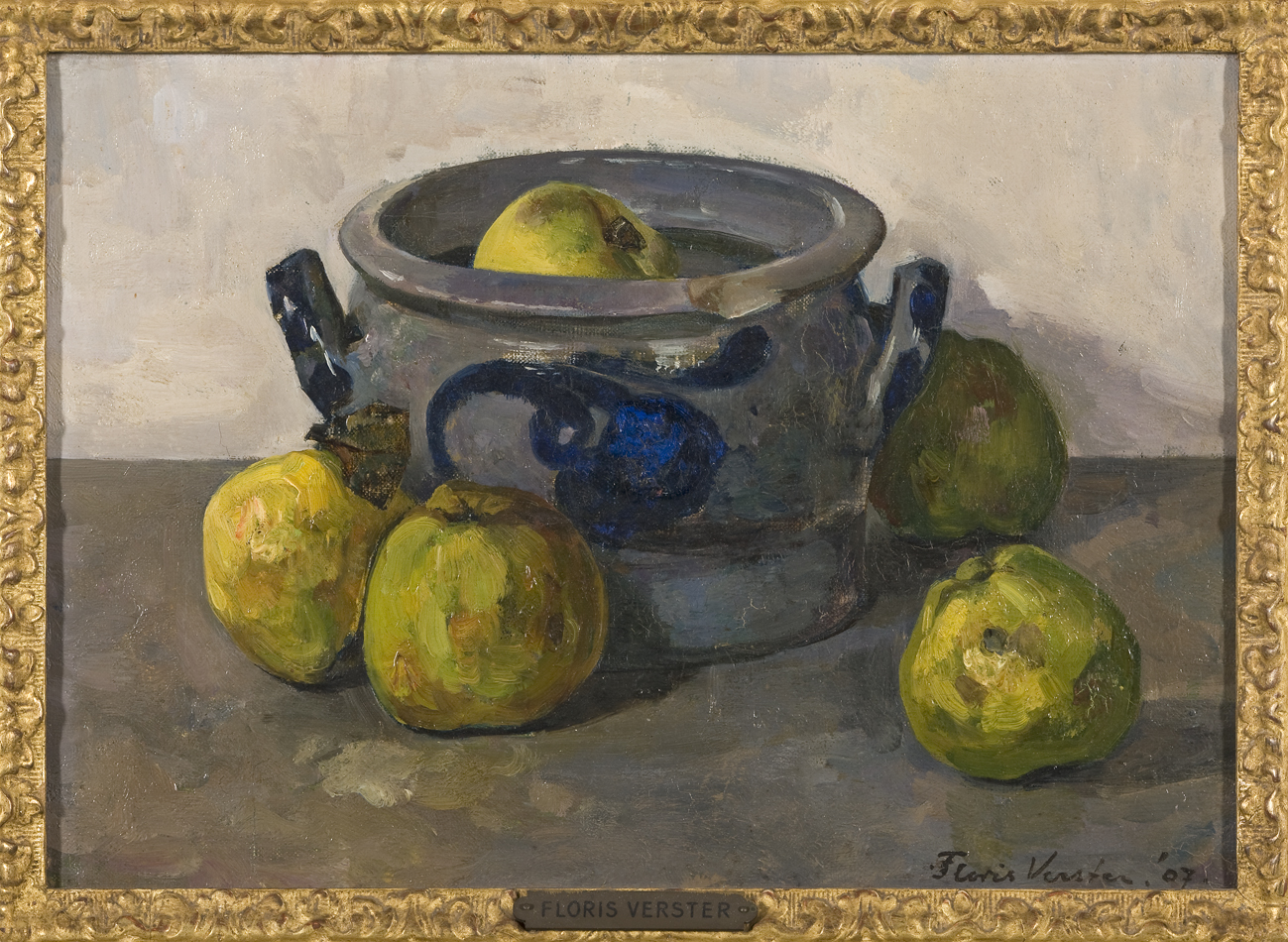
リンゴのはいったケルン・ポット (1907)